# أغرينيو
أغرينيو : (باليونانية: Αγρίνιο)، (بالإنجليزية:Agrinio)، مدينة يونانية تقع في غرب البلاد ضمن مقاطعة إيتوليا-أكارنانيا، التابعة لمنطقة غرب اليونان الإدارية.

## الموقع والسكان
تقع المدينة في غرب اليونان على أطراف السهل الذي يشكله نهر أخيلووس، حيث ترتفع بمقدار 91 متر عن مستوى سطح البحر. تبعد مسافة 33 كيلومتر عن ميسولونغي عاصمة المقاطعة، ومسافة 264 كيلومتر عن أثينا عاصمة البلاد.
يبلغ عدد سكان بلدية أغرينيو حوالي 55 ألف نسمة وبالتالي تكون أكبر مدينة في مقاطعة إيتوليا-أكارنانيا على الرغم من عدم كونها عاصمة هذه المقاطعة.
تعود التسمية إلى مدينة أغرينيون (Agrinion) القديمة والتي تقع الآن على مسافة 4 كيلومتر غلى الشمال الغربي من أغرينيو، والتي بحسب الأسطورة كان قد بناها الملك أغريوس.

## التاريخ
بنيت أغرينيو على مسافة قريبة من مدينة أغرينيون القديمة والتي يعود تاريخها للفترة الهيلينية، دمرت هذه المدينة من قبل كاسندر عام 314 ق.م.

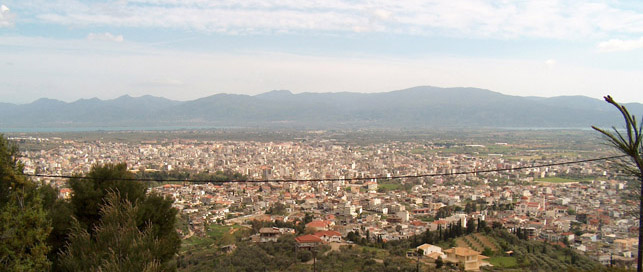
منظر بانورامي لمدينة أغرينيو

سكنت المنطقة أثناء الفترة الـعثمانية من قبل الأتراك ولكنهم عادوا وهجروها إثر ثورة ثيوذوروس ميغاس عام 1585 م. بعد ذلك أصبحت المدينة تعرف باسم فراخوخوري (Vrachochori) بمعنى بلدة الفلاخ، حيث كان أغلب سكانها من أصل فلاخي أو ألباني. ازدهرت فيها زراعة التبغ وأصبحت مركزاً إدارياً للمنطقة والتي كانت وقتها تدعى سنجق كارليلي (Sanjak of Karleli).
اشتركت المدينة في ثورة استقلال اليونان عام 1821 م. وانضمت نهائياً إلى الدولة اليونانية الناشئة عام 1832م. وتم عندئذٍ إعادة اسمها إلى أغرينيو.
دمرت المدينة بشكل كامل إثر الزلزال الذي ضربها عام 1887 ولكنها عادت وشهدت ازدهاراً ملحوظاً بعد ذلك، وخاصة بعد الحرب العالمية الثانية.

## متفرقات

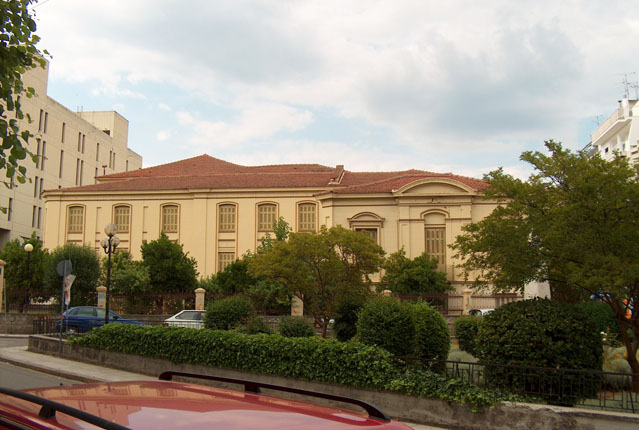
مقر لشركة تصنيع تبغ يعود لأوائل القرن العشرين

- لا توجد ضمن أغرينيو أبنية وآثار قديمة نظراً لدمارها إثر زلزال عام 1887، ويعد متحف أغرينيو الأركيولوجي أهم ما في المدينة، بالإضافة إلى مخازن التبغ الضخمة والتي تعود لبداية القرن العشرين.
- توجد في المدينة بعضاً من أقسام جامعة يانينة.
- أهم نادي كرة قدم في المدينة هو بانإيتوليكوس أغرينيو ويلعب في دوري الدرجة الثالثة اليوناني.
- يعتمد اقتصاد المدينة على زراعة التبغ، وهي تشتهر أيضاً بإنتاج الزيتون والزيت.